# Anthaxia capensis
Anthaxia capensis es una especie de escarabajo del género Anthaxia, familia Buprestidae. Fue descrita científicamente por Kerremans en 1903.